# Bagamoyo, Pwani
Bagamoyo, cunoscut și sub denumirea de Bagamojo  este un oraș situat în partea de est a Tanzaniei, în regiunea Pwani. Port la Oceanul Indian.